# Einsamer Wolf (Terrorismus)
Ein einsamer Wolf (englisch lone wolf) ist ein terroristischer Tätertyp, der nicht unter einem Kommando steht oder von einer Gruppe materiell unterstützt wird.
„Einsame Wölfe“ handeln ohne spezifischen Auftrag Dritter und meist als Einzeltäter, können jedoch Helfer haben. Sie bestimmen Zeitpunkt, Objekt und Methodik ihres Terroranschlags selbst. Sie folgen in der Regel einer extremistischen Ideologie, ohne ihre Aktion(en) mit anderen Vertretern derselben Ideologie abzustimmen, und ohne persönlichen Kontakt zu möglichen Gesinnungsgenossen. Dadurch sind „einsame Wölfe“ für Geheimdienste schwer im Voraus zu erkennen, weil sie bei der Überwachung verdächtiger Netzwerke nicht auftauchen.

## Hintergrund
Der amerikanische Neonazi Louis Beam, ehemals Mitglied des Ku-Klux-Klan, entwarf zu Beginn der 1990er Jahre das Konzept „Führerloser Widerstand“, mit dem er Timothy McVeigh, der den Bombenanschlag auf das Murrah Federal Building in Oklahoma City 1995 maßgeblich plante und ausführte, beeinflusste. Den Begriff einsamer Wolf für einen rechtsextremistischen, rassistischen Einzeltäter prägte der Gründer der White Aryan Resistance, Tom Metzger, um 1995 in einem „Manifest“, in dem es heißt: „Ich bin der Untergrundkämpfer und unabhängig. Ich bin in Deiner Nachbarschaft, in den Schulen, Polizeiabteilungen, Bars, Coffeeshops, Einkaufszentren et cetera, und ich bin ‚Der einsame Wolf‘.“
Das Konzept findet sich bereits bei anarchistischen Terroristen seit 1850 und wurde später von Rechtsextremen aufgegriffen. Im Zusammenhang mit der Propaganda der Tat, die der russische Anarchist Pjotr Alexejewitsch Kropotkin im weiteren Verlauf zu einer terroristischen Strategie umwandelte, schienen Gewaltakte gerechtfertigt, mit denen die erhoffte Revolution angefacht werden sollte.

## Typologie
Raffaello Pantucci vom International Centre for the Study of Radicalisation and Political Violence (ICSR) unterscheidet vier Typen:
1. Loner (Einzelgänger)
2. Lone Wolf (einsamer Wolf)
3. Lone Wolf Pack (Rudel einsamer Wölfe)
4. Lone Attacker (einzelner Angreifer)

## Aktualität
Der Berliner Verfassungsschutz warnte im März 2020 in einem Papier zu Extremisten und der COVID-19-Pandemie vor gewaltsamen Aktionen „ungebundener, auch irrationaler Einzelakteure“, so genannter „lone actors“. Es sei denkbar, dass in einer derartigen Situation einzelne Rechtsextremisten aktiv werden könnten, um den für einen „Tag X“ anvisierten „Umsturz kurzfristig herbeizuführen“ bzw. durch Terror oder Destabilisierung zu beschleunigen.

## Gegenpositionen
In ihrem 2017 erschienenen Buch The Age of Lone Wolf Terrorism weisen Mark S. Hamm und Ramón Spaaij darauf hin, dass keine allgemein akzeptierte wissenschaftliche Definition des Begriffes „Einsamer Wolf“ existiert. Sie diskutieren die Frage, ob von einem „einsamen Täter“ die Rede sein kann, wenn er von dritter Seite unterstützt und beeinflusst wird. Ferner wurde darauf hingewiesen, dass teilweise ein Zusammenwirken von bis zu drei Beteiligten noch als Tat eines „einsamen Wolfes“ angesehen werde.
Die US-amerikanische Sicherheitspolitikerin und Dozentin Juliette Kayyem lehnt das Konzept des einsamen Wolfes ab. In einer Kolumne in der Washington Post schrieb sie 2014, terroristische Anschläge wie der Anschlag in El Paso und eine offenbare Nachahmungstat, der Anschlag von Dayton 2019, müssten als ideologischer Konflikt betrachtet werden; dies zu bestreiten, würde bedeuten, die Taten aus der terroristischen Rhetorik herauszulösen, in der sie entstünden. Ihr Fazit lautete: „Es gibt keine einsamen Wölfe.“

Kayyem spricht stattdessen von „stochastischem Terrorismus,“ einem Begriff, der in Massenmedien seit Ende der 2010er Jahre aufgegriffen wurde und von Kayyem spätestens ab 2018 popularisiert worden ist. Dabei sei der Terrorismus in eine weiter verbreitete (fast ausnahmslos rechtspopulistische oder rechtsextremistische) Ideologie eingebettet, und sei also deshalb nicht alleinstehend.
Auch eine 2020 von der Universität Indonesia veröffentlichte Arbeit weist auf einen Zusammenhang zwischen Tätern und terroristischen Ideologien sowie auf ein unstrukturiertes Netzwerk zwischen terroristischen Gruppen und einzelnen Tätern hin. Allerdings sei diese Verbindung nicht mehr sicher nachweisbar, wenn die terroristische Handlung mit dem Tod des Täters ende.
Molly Amman und J. Reid Meloy kommen 2021 in ihrer Arbeit Stochastic Terrorism: A Linguistic and Psychological Analysis zu dem Ergebnis, dass „Einsamer Wolf“ eine Fehlbezeichnung ist, da die Täter, obwohl sie allein und ohne Anweisung handelten, Teil eines tiefen sozialen Netzwerkes seien, das zu den Taten beitrage. In diesem Sinne äußern sich auch Forschungsgruppen des Max-Planck-Instituts zur Erforschung von Kriminalität, Sicherheit und Recht und des Max-Planck-Instituts für ethnologische Forschung. Im Gegensatz zur Vorstellung isolierter Einzeltäter entstehe Gewalt nicht nur in Strukturen mit starken persönlichen Bindungen, sondern auch innerhalb der Internetkultur. Kommuniziert werde in anonymen Internetforen und mit Messengerdiensten.

### Stochastischer Terrorismus
Der seit den 2000er Jahren bekannte Begriff des stochastischen Terrorismus erfuhr seither zunehmende Verbreitung, so durch Kayyems Äußerungen zu Donald Trumps Taktik der Verwendung von Massenmedien. Im wissenschaftlichen Diskurs fand er dagegen weniger Beachtung. Eine allgemein akzeptierte wissenschaftliche Definition existiert auch hier nicht.
Hamm und Spaaij verstehen unter stochastischem Terrorismus den Gebrauch von Massenmedien, um zufällige, ideologisch motivierte Gewalttaten auszulösen, die statistisch, aber nicht individuell vorhersagbar sind.
Amman und Meloy führen die Begriffsschöpfung auf den Mathematiker Gordon Woo zurück, der im Jahr 2002 eine messbare Verbindung zwischen scheinbar wahllosen Terroranschlägen und der medialen Berichterstattung über sie vermutete. Im Laufe der Zeit sei das Konzept jedoch umgekehrt worden und die Auslösung von Terroranschlägen durch mediale Aktivitäten in den Vordergrund getreten. Die Wahrscheinlichkeit einer Gewalttat gegen eine dämonisierte Person oder Gruppe werde durch politische Demagogie einer prominenten Persönlichkeit gesteigert. Stochastischer Terrorismus sei demnach die Aufstachelung zu Gewaltakten, die durch zufällige Extremisten begangen werden und nicht individuell, aber statistisch vorhersagbar sind. Stochastischer Terrorist ist in diesem Sinne nicht der Täter, sondern der Demagoge, der hetzerische Sprache verbreitet.
Ammans und Meloys Beschreibung zufolge handelt es sich um einen interaktiven Prozess zwischen drei Ebenen: dem Sender einer Nachricht, dem vermittelnden Medium, und dem Empfänger.
- Der Sender, oft eine charismatische Persönlichkeit oder eine Organisation, führe feindselige Reden gegen eine als Ziel ausgewählte Person oder Gruppe, um ein politisches oder gesellschaftliches Ziel zu verfolgen, etwa um die Notwendigkeit seiner Führungsrolle zu unterstreichen. Dabei vermeide er konkrete Aufforderungen zu Taten, um sich von eventuellen Folgen stets distanzieren zu können (Glaubhafte Abstreitbarkeit).
- Der in keiner direkten Beziehung zum Sender stehende Empfänger nehme die Information mit Wut, Verachtung oder Abscheu auf, wobei er seine eigenen Befürchtungen und Sorgen hinzufüge. Dem Empfänger werde vermittelt, dass er zugleich besondere Qualitäten besitze und bedroht sei.
- Massenmedien und Soziale Medien würden die Nachrichten durch Wiederholung verbreiten und verstärken.

Die fortschreitende Verschärfung verbaler Attacken und ihre Verstärkung und Sättigung durch Vermittlungsmedien führe zu einer Herabwürdigung und Entmenschlichung der Zielperson oder -gruppe und könne einzelne, nicht vorhersagbare Individuen dazu bringen, sich zu einem Angriff auf das Ziel zu entschließen. Dabei habe der Sender immer die Möglichkeit, diese individuellen Taten zu verurteilen, sie für nicht vorhersehbar zu erklären und die Verantwortung für sie zurückzuweisen.
Forschungsgruppen der Max-Planck-Gesellschaft beschreiben stochastischen Terrorismus als Strategie, die durch Verbreitung zumeist rechtsextremistischer Narrative, Verschwörungstheorien und Lügen Gewalthandlungen gegen Individuen, Gruppen oder den Staat auslöst. Eine bedeutende Rolle bei der Bekanntmachung der Taten und der dahinter stehenden Ideologie kommt sozialen Netzwerken und einer reißerischen Berichterstattung in den Medien zu.
Als begünstigende Faktoren für stochastischen Terrorismus wurden tiefgreifende gesellschaftliche Verunsicherung, das daraus resultierende Misstrauen gegenüber Politikern sowie die Verbreitung alternativer Deutungen gesellschaftlicher Ereignisse genannt. Gesellschaftliche Unsicherheit gebe extremistischen Narrativen mehr Zugkraft. Die Normalisierung von Hass und Gewalt durch Medien und Politiker erhöhe die Gefahr.
Laut dem US-amerikanischen Autor Bryn Nelson appelliert stochastischer Terrorismus an Gefühle wie Ekel und Abscheu beim Empfänger, um das Ziel zu entmenschlichen. Diese Gefühle würden zur Waffe gegen andere Menschen oder Gruppen. So seien Juden mit Ungeziefer gleichgesetzt worden, schwarze Menschen mit Affen, Angehörige indigener Völker würden als Wilde dargestellt, Migranten als Tiere, und Angehörige der LGBTQ-Gemeinde würden in die Nähe sexuellen Missbrauchs von Kindern gerückt. Diese Entwicklung setze sich ständig weiter fort; so sei es während der COVID-19-Pandemie zu einer Flut von Rassismus und Fremdenfeindlichkeit gekommen. Dabei werde Fremden unterstellt, Krankheiten zu verbreiten. Auch der Affenpocken-Ausbruch 2022 sei sofort aufgegriffen worden, wobei diese Krankheit durch ihre Herkunft aus Afrika und weitere Eigenschaften ideale Ansatzpunkte für Rassismus und Homophobie biete.